# Amir Hamzah
Amir Hamzah (n. 28 februarie 1911 - d. 20 martie 1946) a fost
poet indonezian, cel mai de seamă reprezentant al literaturii indoneziene interbelice.

## Opera
- 1937: Cântecele singuratății ("Nyanyi Sunyi");
- 1939: Tămâie orientală ("Setanggi Timur") - traducere din literatura orientală;
- 1940: Bhagavad Gita ("Bagawat Gita") - traducere;
- 1941: Dor ("Buah Rindu").